# رودلف برونو
رودلف بروُنُو Rudolf E. Brunnow ( 1275 - 1335 هـ / 1858 - 1917 م ) هو مستشرق أميركي، من أصل ألماني.
ولد في أن أربر ، وتعلم العربية في ألمانيا. عين سنة 1910 م أستاذاً للغات السامية في جامعة برنستن. من آثاره: «منتخب من نثر العرب» ، كما نشر بالعربية المجلد 21 من كتاب الأغاني ، و «الاتباع والمزاوجة» لابن فارس ، و «الموشى» للوشاء.